# Grand Prix-wegrace van België 1969
De Grand Prix-wegrace van België 1969 was de zesde Grand Prix van wereldkampioenschap wegrace in het seizoen 1969. De races werden verreden op 6 juli 1969 op het Circuit de Spa-Francorchamps, een stratencircuit nabij Malmedy. In België kwamen alle klassen met uitzondering van de 350cc-klasse aan de start.

## 500cc-klasse
Het Circuit Spa-Francorchamps was 14 kilometer lang en toch slaagde er slechts één coureur in om binnen dezelfde ronde als Giacomo Agostini te finishen. Die ene coureur was dan ook nog Percy Tait met de toch tamelijk ouderwetse stoterstangen-Triumph. Hij had zijn tweede plaats niet cadeau gekregen door veel uitvallers, want hij had aanvallen van Alan Barnett en Alberto Pagani afgeslagen. Pagani viel uiteindelijk uit waardoor Alan Barnett derde werd.
| Pos | Coureur          | Merk                    | Tijd     | Punten |
| --- | ---------------- | ----------------------- | -------- | ------ |
| 1   | Giacomo Agostini | MV Agusta               | 54"18'1  | 15     |
| 2   | Percy Tait       | Triumph                 | +4"19'0  | 12     |
| 3   | Alan Barnett     | Kirby-Métisse-Matchless | +1 ronde | 10     |
| 4   | Gyula Marsovszky | LinTo                   | +1 ronde | 8      |
| 5   | Ron Chandler     | Seeley-Matchless        | +1 ronde | 6      |
| 6   | Rob Fitton       | Norton                  | +1 ronde | 5      |
| 7   | Walter Scheimann | Norton                  | +1 ronde | 4      |
| 8   | Dan Shorey       | Seeley-Matchless        | +1 ronde | 3      |
| 9   | Karl Auer        | Matchless               | +1 ronde | 2      |
| 10  | Tom Dickie       | Kuhn-Seeley-Matchless   | +1 ronde | 1      |
| 11  | Paul Eickelberg  | Norton                  | +1 ronde |        |
| 12  | Lewis Young      | Norton                  | +1 ronde |        |
| 13  | Theo Louwes      | Norton                  | +1 ronde |        |
| 14  | Billy Andersson  | Crescent                |          |        |
| 15  | Jim Curry        | Aermacchi               |          |        |
| 16  | Serge Jamsin     | Norton                  |          |        |
| 17  | Guy Cooremans    | Norton                  |          |        |

| Coureur           | Merk       | Oorzaak |
| ----------------- | ---------- | ------- |
| Edy Lenz          | Matchless  |         |
| Jack Findlay      | Matchless  |         |
| John Dodds        | Seeley-URS |         |
| Kel Carruthers    | Aermacchi  |         |
| František Šťastný | Jawa       |         |
| Billie Nelson     | Paton      |         |
| Godfrey Nash      | Norton     |         |
| Maurice Hawthorne | LinTo      |         |
| Alberto Pagani    | LinTo      |         |
| Angelo Bergamonti | Paton      |         |
| Bosse Granath     | Husqvarna  |         |

| Coureur             | Merk              | Oorzaak |
| ------------------- | ----------------- | ------- |
| Werner Bergold      | Matchless         |         |
| Wolfgang Stropek    | MV Agusta         |         |
| Ross Hannan         | Norton            |         |
| Terry Dennehy       | Drixton-Honda     |         |
| Gilbert Argo        | Matchless         |         |
| Bohumil Staša       | ČZ                |         |
| Günter Fischer      | Matchless         |         |
| Karl Hoppe          | Métisse-URS       |         |
| Hannu Kuparinen     | Matchless         |         |
| Osmo Hansen         | Matchless         |         |
| Pentti Lehtelä      | Matchless         |         |
| André-Luc Appietto  | Paton             |         |
| Alan Lawton         | Norton            |         |
| Barry Scully        | Norton            |         |
| Brian Steenson      | Seeley-Matchless  |         |
| Derek Woodman       | Seeley-Matchless  |         |
| John Trevor Findlay | Norton            |         |
| John Williams       | Métisse-Matchless |         |
| Malcolm Uphill      | Norton            |         |
| Peter Darvil        | Norton            |         |
| Peter Williams      | Matchless         |         |
| Phil O'Brien        | Matchless         |         |
| Selwyn Griffiths    | Matchless         |         |
| Steve Ellis         | LinTo             |         |
| Steve Jolly         | Seeley-Matchless  |         |
| Steve Spencer       | Métisse-Matchless |         |
| Emanuele Maugliani  | Norton            |         |
| Franco Trabalzini   | Paton             |         |
| Gilberto Milani     | Aermacchi         |         |
| Paolo Campanelli    | Seeley-Matchless  |         |
| Silvano Bertarelli  | Paton             |         |
| Ginger Molloy       | Bultaco           |         |
| Keith Turner        | LinTo             |         |
| Jack Lindh          | Seeley-Matchless  |         |
| Endel Kiisa         | Vostok            |         |

### Top tien tussenstand 500cc-klasse
| Pos | Coureur           | Merk                    | Ptn |
| --- | ----------------- | ----------------------- | --- |
| 1   | Giacomo Agostini  | MV Agusta               | 90  |
| 2   | Alan Barnett      | Kirby-Métisse-Matchless | 32  |
| 3   | Gyula Marsovszky  | LinTo                   | 31  |
| 4   | Godfrey Nash      | Norton                  | 18  |
| 5   | Jack Findlay      | LinTo / Matchless       | 16  |
| 6   | Ron Chandler      | Seeley-Matchless        | 15  |
| 7   | Billie Nelson     | Paton                   | 14  |
| 8   | Karl Auer         | Matchless               | 13  |
| 9   | Angelo Bergamonti | Paton                   | 12  |
| 9   | Karl Hoppe        | Métisse-URS             | 12  |
| 9   | Gilberto Milani   | Aermacchi               | 12  |
| 9   | Peter Williams    | Matchless               | 12  |
| 9   | Percy Tait        | Triumph                 | 12  |

## 250cc-klasse
In België ging het in de training voortvarend met de Benelli's, maar in de race niet. Bij de start was Dieter Braun met de MZ RE 250 als eerste weg omdat zijn machine simpelweg sneller op toeren kwam. Rodney Gould (Yamaha) zat in zijn slipstream en op de derde plaats reed Santiago Herrero (Ossa). Pasolini viel al snel uit, maar Kel Carruthers nam de leiding met zijn Benelli over en niemand kon hem volgen. Carruthers schakelde echter een paar keer mis en dat bracht Herrero en Gould langszij en voorbij. Herrero won de race, Gould werd tweede en Carruthers werd derde.
| Pos | Coureur           | Merk      | Tijd    | Punten |
| --- | ----------------- | --------- | ------- | ------ |
| 1   | Santiago Herrero  | Ossa      | 35"39'1 | 15     |
| 2   | Rodney Gould      | Yamaha    | +0'5    | 12     |
| 3   | Kel Carruthers    | Benelli   | +10'4   | 10     |
| 4   | Kent Andersson    | Yamaha    | +1"23'5 | 8      |
| 5   | Jean Auréal       | Yamaha    | +2"14'1 | 6      |
| 6   | Eric Hinton       | Yamaha    | +2"25'1 | 5      |
| 7   | Jack Findlay      | Yamaha    | +2"33'0 | 4      |
| 8   | Lothar John       | Yamaha    | +2"33'4 | 3      |
| 9   | Dave Simmonds     | Kawasaki  | +3"21'9 | 2      |
| 10  | Gyula Marsovszky  | Yamaha    | +3"37'9 | 1      |
| 11  | Carlos Giró       | Ossa      | +3"38'7 |        |
| 12  | Christian Ravel   | Yamaha    | +3"54'5 |        |
| 13  | Siegfried Lohmann | Suzuki    | +4"26'5 |        |
| 14  | Paul Eickelberg   | Aermacchi | +4"56'6 |        |

| Coureur        | Merk    | Oorzaak |
| -------------- | ------- | ------- |
| Dieter Braun   | MZ      |         |
| Renzo Pasolini | Benelli |         |

| Coureur      | Merk | Oorzaak  |
| ------------ | ---- | -------- |
| Heinz Rosner | MZ   | Blessure |
| László Szabó | MZ   | Blessure |

| Coureur           | Merk            |
| ----------------- | --------------- |
| Heinz Kriwanek    | Suzuki          |
| Frank Perris      | Suzuki          |
| František Šťastný | Jawa            |
| Karel Bojer       | ČZ              |
| Günter Bartusch   | MZ              |
| Klaus Huber       | Yamaha          |
| Reinhard Scholtis | Kawasaki        |
| Toni Gruber       | Yamaha          |
| Martti Pesonen    | Yamaha          |
| Matti Salonen     | Yamaha          |
| Pentti Korhonen   | Yamaha          |
| Teuvo Länsivuori  | Yamaha          |
| Billie Guthrie    | Yamaha          |
| Billie Nelson     | Yamaha          |
| Chas Mortimer     | Yamaha          |
| Derek Chatterton  | Yamaha          |
| Dick Pipes        | Yamaha          |
| Frank Whiteway    | Suzuki          |
| Ian Richards      | Yamaha          |
| Jerry Lancaster   | Yamaha          |
| John Ringwood     | Yamaha          |
| Mick Chatterton   | Yamaha          |
| Phil Read         | Benelli         |
| Ray McCullough    | Yamaha          |
| Stan Woods        | Yamaha          |
| Tony Rutter       | Yamaha          |
| Angelo Bergamonti | Aermacchi       |
| Eugenio Lazzarini | Benelli         |
| Gilberto Parlotti | Benelli         |
| Giuseppe Visenzi  | Yamaha          |
| Silvio Grassetti  | Yamaha          |
| Walter Villa      | Villa / Benelli |
| Keith Turner      | Aermacchi       |
| Gordon Keith      | Yamaha          |
| Börje Jansson     | Kawasaki-Yamaha |

### Top tien tussenstand 250cc-klasse
| Pos | Coureur           | Merk            | Ptn |
| --- | ----------------- | --------------- | --- |
| 1   | Santiago Herrero  | Ossa            | 65  |
| 2   | Kent Andersson    | Yamaha          | 49  |
| 3   | Kel Carruthers    | Benelli         | 37  |
| 4   | Rodney Gould      | Yamaha          | 32  |
| 5   | Frank Perris      | Suzuki          | 25  |
| 6   | Renzo Pasolini    | Benelli         | 15  |
| 6   | Lothar John       | Yamaha          | 15  |
| 8   | Börje Jansson     | Kawasaki-Yamaha | 14  |
| 9   | Angelo Bergamonti | Aermacchi       | 11  |
| 10  | Klaus Huber       | Yamaha          | 10  |

## 125cc-klasse
In België verstevigde Dave Simmonds zijn leidende positie. Cees van Dongen had de beste start, maar na de eerste ronde reed Simmonds al voorop met de beide MRTN-Suzuki's van Dieter Braun en van Dongen er vlak achter. Van Dongen besloot na een paar ronden "op heelhouden" te rijden waardoor er een duel ontstond tussen Braun en Simmonds. Van Dongen werd aldus derde. Kent Andersson (Yamaha) werd vierde en behield zijn tweede plaats in het wereldkampioenschap.
| Pos | Coureur           | Merk      | Tijd     | Punten |
| --- | ----------------- | --------- | -------- | ------ |
| 1   | Dave Simmonds     | Kawasaki  | 34"24'9  | 15     |
| 2   | Dieter Braun      | Suzuki    | +1'7     | 12     |
| 3   | Cees van Dongen   | Suzuki    | +1"14'8  | 10     |
| 4   | Kent Andersson    | Yamaha    | +1"58'8  | 8      |
| 5   | Jan Huberts       | MZ        | +2"34'9  | 6      |
| 6   | Siegfried Lohmann | MZ        | +3"36'2  | 5      |
| 7   | Bosse Granath     | MZ        | +3"59'1  | 4      |
| 8   | Lothar John       | MZ        | +4"05'2  | 3      |
| 9   | Bob Coulter       | Bultaco   | +4"24'9  | 2      |
| 10  | Walter Scheimann  | Villa     | +4"27'5  | 1      |
| 11  | John Dodds        | Aermacchi | +4"43'4  |        |
| 12  | Brian Smith       | Honda     | +1 ronde |        |
| 13  | Hausel            | Yamaha    | +1 ronde |        |

| Coureur        | Merk  | Oorzaak |
| -------------- | ----- | ------- |
| Heinz Kriwanek | Rotax |         |
| Barry Smith    | Derbi |         |
| Ángel Nieto    | Derbi |         |

| Coureur      | Merk | Oorzaak  |
| ------------ | ---- | -------- |
| Heinz Rosner | MZ   | Blessure |
| László Szabó | MZ   | Blessure |

| Coureur               | Merk      |
| --------------------- | --------- |
| Kel Carruthers        | Aermacchi |
| Bruno Veigel          | Honda     |
| Herbert Denzler       | Honda     |
| Jean Campiche         | Honda     |
| Eberhard Mahler       | MZ        |
| Friedhelm Kohlar      | MZ        |
| Günter Bartusch       | MZ        |
| Hartmut Bischoff      | MZ        |
| Thomas Heuschkel      | MZ        |
| Enrique Escuder       | Bultaco   |
| Ramón Galí            | Bultaco   |
| Pertti Leinonen       | Honda     |
| Seppo Kangasniemi     | MZ        |
| Daniel Crivello       | Maico     |
| Jacques Roca          | Derbi     |
| Jean Auréal           | Yamaha    |
| Jean-François Chaffin | Villa     |
| Pierre Viura          | Maico     |
| Carl Ward             | Honda     |
| Charles Garner        | Bultaco   |
| Chas Mortimer         | Villa     |
| Gary Dickinson        | Honda     |
| Jerry Lancaster       | Honda     |
| Jim Curry             | Honda     |
| John Kiddie           | Honda     |
| John Shacklady        | Bultaco   |
| Steve Murray          | Honda     |
| Tom Loughridge        | Bultaco   |
| Tommy Robb            | Bultaco   |
| János Reisz           | MZ        |
| Francesco Villa       | Villa     |
| Giuseppe Mandolini    | Villa     |
| Silvano Bertarelli    | Aermacchi |
| Walter Villa          | Villa     |
| Jean-Louis Pasquier   | Bultaco   |
| Lous van Rijswijk jr. | Yamaha    |
| Ginger Molloy         | Bultaco   |
| Ryszard Mankiewicz    | MZ        |
| Börje Jansson         | Maico     |

### Top tien tussenstand 125cc-klasse
| Pos | Coureur            | Merk           | Ptn |
| --- | ------------------ | -------------- | --- |
| 1   | Dave Simmonds      | Kawasaki       | 72  |
| 2   | Kent Andersson     | Maico / Yamaha | 32  |
| 3   | Cees van Dongen    | Suzuki         | 25  |
| 4   | Dieter Braun       | Suzuki         | 24  |
| 5   | Ginger Molloy      | Bultaco        | 22  |
| 6   | Kel Carruthers     | Aermacchi      | 18  |
| 7   | Jean Auréal        | Yamaha         | 15  |
| 8   | Lothar John        | MZ             | 11  |
| 8   | Jan Huberts        | MZ             | 11  |
| 10  | Heinz Kriwanek     | Rotax          | 10  |
| 10  | Walter Villa       | Villa          | 10  |
| 10  | Gary Dickinson     | Honda          | 10  |
| 10  | Silvano Bertarelli | Aermacchi      | 10  |

## 50cc-klasse
In de Belgische GP ging Jan de Vries op doktersadvies niet van start nadat hij bij een val in de training enkele flinke schaafwonden had opgelopen. Aalt Toersen en Cees van Dongen bemanden de Van Veen-Kreidlers, maar ze waren in de trainingen aanmerkelijk trager dan Ángel Nieto met de Derbi. Bij de startopstelling werd er aan die Derbi echter nog flink gesleuteld. Jos Schurgers (Kreidler) startte het snelste, gevolgd door Aalt Toersen (Van Veen-Kreidler) en Jan Huberts (Kreidler). Na de eerste ronde van 14 km was Schurgers al uitgevallen, net als Ángel Nieto. Santiago Herrero (Derbi) reed nu op kop vlak voor Aalt Toersen en Cees van Dongen. Na de tweede ronde lag Barry Smith (Derbi) al op de tweede plaats en Aalt Toersen lag al ver achter hem. Op de vierde plaats reed Paul Lodewijkx met de Jamathi. In de vierde ronde viel Lodewijkx uit waardoor zijn plaats werd ingenomen door van Dongen. In de vijfde en laatste ronde nam Smith de kop over van zijn teamgenoot Herrero. Een tactische zet, want Smith was de best geklasseerde Derbi-coureur in het kampioenschap. Toersen beperkte de schade door derde te worden.
| Pos | Coureur             | Merk              | Tijd    | Punten |
| --- | ------------------- | ----------------- | ------- | ------ |
| 1   | Barry Smith         | Derbi             | 23"23'2 | 15     |
| 2   | Santiago Herrero    | Derbi             | +6'2    | 12     |
| 3   | Aalt Toersen        | Van Veen-Kreidler | +14'0   | 10     |
| 4   | Cees van Dongen     | Van Veen-Kreidler | +34'1   | 8      |
| 5   | Ludwig Faßbender    | Kreidler          | +46'1   | 6      |
| 6   | Martin Mijwaart     | Jamathi           | +57'5   | 5      |
| 7   | Jan Huberts         | Kreidler          | +1"17'5 | 4      |
| 8   | Adrijan Bernetič    | Tomos             | +2"49'3 | 3      |
| 9   | André Millard       | Kreidler          | +3"35'3 | 2      |
| 10  | Jean-Louis Pasquier | Derbi             | +4"17'3 | 1      |
| 11  | Oronzo Memola       | Negrini           | +4"25'8 |        |

| Coureur      | Merk              | Oorzaak  |
| ------------ | ----------------- | -------- |
| Jan de Vries | Van Veen-Kreidler | Blessure |

| Coureur        | Merk     | Oorzaak   |
| -------------- | -------- | --------- |
| Ángel Nieto    | Derbi    | Koppeling |
| Jos Schurgers  | Kreidler |           |
| Paul Lodewijkx | Jamathi  | Motor     |

| Coureur               | Merk          |
| --------------------- | ------------- |
| Jakob Unterladstätter | KTM           |
| Bruno Veigel          | Honda         |
| Herbert Denzler       | Kreidler      |
| Gerhard Thurow        | Kreidler      |
| Rudolf Kunz           | Kreidler      |
| Rudolf Schmälzle      | Kreidler      |
| Winfried Reinhard     | Reimo         |
| Juan Bordons          | Derbi         |
| Charly Dubois         | Kreidler      |
| Jacques Roca          | Derbi         |
| Arthur Lawn           | Honda         |
| Barrie Dickinson      | Garelli       |
| Chris Walpole         | Garelli       |
| Fran Redfern          | Honda         |
| Frank Whiteway        | Crooks-Suzuki |
| John Lawley           | Honda         |
| Luke Lawlor           | Derbi         |
| Stuart Aspin          | Meurs-Garelli |
| Eugenio Lazzarini     | Morbidelli    |
| Franco Ringhini       | Morbidelli    |
| Gilberto Parlotti     | Tomos         |
| Giovanni Lombardi     | Guazzoni      |
| Luigi Rinaudo         | Tomos         |
| Silvano Bertarelli    | Minarelli     |
| Anton Kralj           | Tomos         |
| Janko-Florijan Štefe  | Tomos         |

### Top tien tussenstand 50cc-klasse
| Pos | Coureur           | Merk              | Ptn |
| --- | ----------------- | ----------------- | --- |
| 1   | Aalt Toersen      | Van Veen-Kreidler | 65  |
| 2   | Barry Smith       | Derbi             | 45  |
| 3   | Jan de Vries      | Van Veen-Kreidler | 34  |
| 4   | Gilberto Parlotti | Tomos             | 25  |
| 5   | Ángel Nieto       | Derbi             | 24  |
| 6   | Paul Lodewijkx    | Jamathi           | 18  |
| 7   | Ludwig Faßbender  | Kreidler          | 16  |
| 7   | Santiago Herrero  | Derbi             | 16  |
| 9   | Rudolf Kunz       | Kreidler          | 12  |
| 10  | Winfried Reinhard | Reimo             | 8   |
| 10  | Cees van Dongen   | Van Veen-Kreidler | 8   |

## Zijspanklasse
In België liepen Helmut Fath / Wolfgang Kalauch elke ronde een beetje verder weg van Klaus Enders / Ralf Engelhardt die gevolgd werden door Georg Auerbacher / Hermann Hahn. Om de kopposities was er geen strijd, om de vierde plaats wel. Die werd gewonnen door Franz Linnarz / Rudolf Kühnemund.
| Pos | Coureur               | Bakkenist        | Merk | Tijd     | Punten |
| --- | --------------------- | ---------------- | ---- | -------- | ------ |
| 1   | Helmut Fath           | Wolfgang Kalauch | URS  | 32"55'0  | 15     |
| 2   | Klaus Enders          | Ralf Engelhardt  | BMW  | +32"     | 12     |
| 3   | Georg Auerbacher      | Hermann Hahn     | BMW  | +55'8    | 10     |
| 4   | Franz Linnarz         | Rudolf Kühnemund | BMW  | +2"05'0  | 8      |
| 5   | Arsenius Butscher     | Josef Huber      | BMW  | +2"06'3  | 6      |
| 6   | Graham Milton         | John Thornton    | BMW  | +2"07'1  | 5      |
| 7   | Tony Wakefield        | John Flaxman     | BMW  | +2"27'2  | 4      |
| 8   | Heinz Luthringshauser | Geoff Hughes     | BMW  | +2"40'1  | 3      |
| 9   | Helmut Lünemann       | Neil Caddow      | BMW  | +2"43'7  | 2      |
| 10  | Jean-Claude Castella  | Albert Castella  | BMW  | +2"44'1  | 1      |
| 11  | Hermann Oosterloo     | Jan Kort         | BMW  | +1 ronde |        |

| Coureur           | Bakkenist       | Merk          | Oorzaak |
| ----------------- | --------------- | ------------- | ------- |
| Siegfried Schauzu | Horst Schneider | Apfelbeck-BMW |         |

| Coureur          | Bakkenist                  | Merk             |
| ---------------- | -------------------------- | ---------------- |
| Hans Hänni       | Kurt Barfuss               | BMW              |
| Max Hauri        | Heinz Hausamann            | BMW              |
| Hermann Binding  | Helmut Fleck               | BMW              |
| Richard Wegener  | Adi Heinrichs              | BMW              |
| Jaakko Palomäki  | Jussi Ahlbäck              | BMW              |
| Kenneth Calenius | Juhani Vesterinen          | BMW              |
| Leif Aurosell    | Jouko Ryhänen              | BMW              |
| André Cailletet  | Jean-Paul Coquic           | BMW              |
| Joseph Duhem     | François Fernandez         | BMW              |
| Bill Copson      | Dane Rowe                  | BMW              |
| Dennis Keen      | Mac Witherspoon            | Triumph          |
| Dick Hawes       | John Mann                  | Seeley-Matchless |
| Jack Philpott    | Bill Turrington            | Norton           |
| Jeff Gawley      | Frank Knights              | BSA              |
| Mick Potter      | John Fiddaman              | Triumph          |
| Norman Hanks     | Rose Arnold                | BSA              |
| Peter Kielty     | V. Sherriffs               | Triumph          |
| Stuart Applegate | Rob Appleton               | BMW              |
| Tony Harris      | Brian Harris               | Triumph          |
| Ruben Bjarnemark | Marianne Kjellmodin-Hansen | BMW              |

### Top tien tussenstand zijspanklasse
(Punten (tussen haakjes) zijn inclusief streepresultaten)
| Pos | Coureur              | Bakkenist        | Merk                | Ptn     |
| --- | -------------------- | ---------------- | ------------------- | ------- |
| 1   | Helmut Fath          | Wolfgang Kalauch | URS                 | 55      |
| 2   | Klaus Enders         | Ralf Engelhardt  | BMW                 | 42      |
| 3   | Franz Linnarz        | Rudolf Kühnemund | BMW                 | 34 (40) |
| 3   | Georg Auerbacher     | Hermann Hahn     | BMW                 | 34      |
| 5   | Arsenius Butscher    | Josef Huber      | BMW                 | 32 (38) |
| 6   | Siegfried Schauzu    | Horst Schneider  | BMW / Apfelbeck-BMW | 25      |
| 7   | Helmut Lünemann      | Neil Caddow      | BMW                 | 20      |
| 8   | Jean-Claude Castella | Albert Castella  | BMW                 | 11      |
| 9   | Dick Hawes           | John Mann        | Seeley-Matchless    | 10      |
| 10  | Tony Wakefield       | John Flaxman     | BMW                 | 9       |

1921 · 1922 · 1923 · 1924 · 1925 · 1926 · 1927 · 1928 · 1929 · 1930 · 1931 · 1932 · 1933 · 1934 · 1935 · 1936 · 1937 · 1938 · 1939 · 1947 · 1948 · 1949 · 1950 · 1951 · 1952 · 1953 · 1954 · 1955 · 1956 · 1957 · 1958 · 1959 · 1960 · 1961 · 1962 · 1963 · 1964 · 1965 · 1966 · 1967 · 1968 · 1969 · 1970 · 1971 · 1972 · 1973 · 1974 · 1975 · 1976 · 1977 · 1978 · 1979 · 1980 · 1981 · 1982 · 1983 · 1984 · 1985 · 1986 · 1988 · 1989 · 1990